# ニューライフフジ
株式会社ニューライフフジ（New Life Fuji Co,.Ltd. ）は、愛知県東三河地方を営業基盤にするスーパーマーケットを経営する企業。本社は愛知県豊橋市東岩田3丁目10－5。CGCグループに加盟している。

## 沿革
- 1979年4月 - 株式会社ニューライフフジ設立。
  - 5月 - 豊橋市東岩田三丁目にて岩田店オープン。
- 1981年5月 - 株式会社ニューライフ設立。
- 1986年2月 - CGCジャパン加盟。
- 1997年6月 - フルベール化粧品豊橋販社開設。

## 店舗
- 岩田店（豊橋市東岩田三丁目）
- たか丘店（豊橋市西小鷹野町）
- 西口店（豊橋市佐藤町）
- 二川店（豊橋市二川町）

### 過去の店舗
- みゆき店（豊橋市西幸町）
- 曙店（豊橋市曙町）2020年9月27日閉店[2]。